# Asplenium ruprechtii
Asplenium ruprechtii là một loài dương xỉ trong họ Aspleniaceae. Loài này được Sa. Kurata mô tả khoa học đầu tiên năm 1961.
Danh pháp khoa học của loài này chưa được làm sáng tỏ. 